# Llista de monuments de Sant Sadurní d'Anoia
Llista de monuments de Sant Sadurní d'Anoia inclosos en l'Inventari del Patrimoni Arquitectònic Català per al municipi de Sant Sadurní d'Anoia (Alt Penedès). Inclou els inscrits en el Registre de Béns Culturals d'Interès Nacional (BCIN) amb la classificació de monuments històrics i els Béns Culturals d'Interès Local (BCIL) de caràcter arquitectònic.
| Monument                                                            | Protecció    | Estil/època                                       | Localització                                                         | Coordenades                                          | Codi?         | Imatge |
| ------------------------------------------------------------------- | ------------ | ------------------------------------------------- | -------------------------------------------------------------------- | ---------------------------------------------------- | ------------- | --- |
| Caves Codorniu                                                      | BCIN 204-MH  | Modernisme Josep Puig i Cadafalch XX (1904)       | Sant Sadurní d'Anoia Pg. de Can Codorniu                             | 41° 26′ 07″ N, 1° 47′ 55″ E / 41.435145°N,1.798662°E | RI-51-0004204 | Caves Codorniu (Sant Sadurní d'Anoia) · Vegeu més fotos d'aquest monument · Carregueu una nova foto d'aquest monument                          |
| Torre de la Font del Mingo                                          | BCIN 1541-MH | Obra popular XVI-XIX                              | Sant Sadurní d'Anoia C. Mossèn Jacint Verdaguer, 5                   | 41° 25′ 27″ N, 1° 46′ 59″ E / 41.424179°N,1.782955°E | RI-51-0005678 | Torre de la Font del Mingo (Sant Sadurní d'Anoia) · Vegeu més fotos d'aquest monument · Carregueu una nova foto d'aquest monument              |
| Vilarnau, Vilardell                                                 | BCIN 1542-MH | Obra popular Medieval                             | Sant Sadurní d'Anoia Entre el CL Mercadona i Can Codorniu            | 41° 26′ 03″ N, 1° 48′ 04″ E / 41.434133°N,1.801157°E | RI-51-0005679 | Vilarnau (Sant Sadurní d'Anoia) · Modifica el valor a Wikidata · Vegeu més fotos d'aquest monument · Carregueu una nova foto d'aquest monument |
| Magatzems Santacana Roig, Cal Blay                                  | BCIL 2011    | Noucentisme Domènech Boada XX (1912)              | Sant Sadurní d'Anoia C. Josep Rovira, 27                             | 41° 25′ 22″ N, 1° 47′ 03″ E / 41.422766°N,1.784237°E | IPA-2837      | Magatzems Santacana Roig (Sant Sadurní d'Anoia) · Vegeu més fotos d'aquest monument · Carregueu una nova foto d'aquest monument                |
| Caves Freixenet                                                     | BCIL 2011    | Noucentisme Josep Ros i Ros XX (1929)             | Sant Sadurní d'Anoia C. Joan Sala, 2                                 | 41° 25′ 15″ N, 1° 47′ 40″ E / 41.420829°N,1.794320°E | IPA-2838      | Caves Freixenet (Sant Sadurní d'Anoia) · Vegeu més fotos d'aquest monument · Carregueu una nova foto d'aquest monument                         |
| Ateneu Agrícola                                                     | BCIL 2011    | Modernisme Miquel Madurell i Rius XX (1908)       | Sant Sadurní d'Anoia C. Josep Rovira, 14                             | 41° 25′ 23″ N, 1° 47′ 03″ E / 41.423141°N,1.784174°E | IPA-2839      | L'Ateneu (Sant Sadurní d'Anoia) · Vegeu més fotos d'aquest monument · Carregueu una nova foto d'aquest monument                                |
| Magatzem Carbó                                                      |              | Obra popular                                      | Sant Sadurní d'Anoia C. de Sant Isidre, 15                           | 41° 25′ 30″ N, 1° 47′ 03″ E / 41.425066°N,1.784221°E | IPA-2844      | Magatzem Carbó (Sant Sadurní d'Anoia) · Vegeu més fotos d'aquest monument · Carregueu una nova foto d'aquest monument                          |
| Caves Miró                                                          |              | Noucentisme Cèsar Martinell XX (1929)             | Sant Sadurní d'Anoia Pl. de Manuel Raventós, 8                       | 41° 25′ 22″ N, 1° 47′ 25″ E / 41.422786°N,1.790254°E | IPA-2845      | Caves Miró (Sant Sadurní d'Anoia) · Vegeu més fotos d'aquest monument · Carregueu una nova foto d'aquest monument                              |
| Masia Principal, Caves Marquès de Monistrol                         |              | Obra popular                                      | Sant Sadurní d'Anoia Caves Marquès de Monistrol                      | 41° 26′ 50″ N, 1° 47′ 11″ E / 41.447287°N,1.786332°E | IPA-2846      | Masia Principal (Sant Sadurní d'Anoia) · Vegeu més fotos d'aquest monument · Carregueu una nova foto d'aquest monument                         |
| Casa de la Vila                                                     | BCIL 2011    | Modernisme Ubald Iranzo i Miguel Niubó XIX (1900) | Sant Sadurní d'Anoia Pl. de l'Ajuntament, 1                          | 41° 25′ 26″ N, 1° 47′ 13″ E / 41.424000°N,1.786824°E | IPA-2847      | Casa de la Vila (Sant Sadurní d'Anoia) · Vegeu més fotos d'aquest monument · Carregueu una nova foto d'aquest monument                         |
| La Rectoria                                                         | BCIL 2011    | Noucentisme Francesc Folguera XX (1924)           | Sant Sadurní d'Anoia Pl. Mn. Salvans, 1                              | 41° 25′ 29″ N, 1° 47′ 22″ E / 41.424852°N,1.789544°E | IPA-2848      | La Rectoria (Sant Sadurní d'Anoia) · Vegeu més fotos d'aquest monument · Carregueu una nova foto d'aquest monument                             |
| Antigues Escoles Públiques                                          | BCIL 2011    | Modernisme Miquel Madurell XX (1904)              | Sant Sadurní d'Anoia Pl. Primer Homenatge a la Vellesa               | 41° 25′ 31″ N, 1° 47′ 09″ E / 41.425182°N,1.785748°E | IPA-2849      | Antigues Escoles Públiques (Sant Sadurní d'Anoia) · Vegeu més fotos d'aquest monument · Carregueu una nova foto d'aquest monument              |
| Casa Formosa                                                        | BCIL 2011    | Noucentisme Francesc Folguera XX (1928)           | Sant Sadurní d'Anoia Dr. Escayola, 7-9                               | 41° 25′ 27″ N, 1° 47′ 10″ E / 41.424119°N,1.785990°E | IPA-2850      | Casa Formosa (Sant Sadurní d'Anoia) · Vegeu més fotos d'aquest monument · Carregueu una nova foto d'aquest monument                            |
| Casa Bagués                                                         |              | Noucentisme XX (1925)                             | Sant Sadurní d'Anoia C. Sant Antoni, 75                              | 41° 25′ 25″ N, 1° 47′ 06″ E / 41.423618°N,1.785077°E | IPA-2851      | Casa Bagués (Sant Sadurní d'Anoia) · Vegeu més fotos d'aquest monument · Carregueu una nova foto d'aquest monument                             |
| Casa Madurell                                                       | BCIL 2011    | Neoclassicisme Carles Gauran XIX (1864)           | Sant Sadurní d'Anoia C. Església, 12                                 | 41° 25′ 29″ N, 1° 47′ 18″ E / 41.424585°N,1.788350°E | IPA-2852      | Casa Madurell (Sant Sadurní d'Anoia) · Vegeu més fotos d'aquest monument · Carregueu una nova foto d'aquest monument                           |
| Cal Mota                                                            | BCIL 2011    | Eclecticisme Enric Figueras XIX (1893)            | Sant Sadurní d'Anoia C. del Raval, 23                                | 41° 25′ 26″ N, 1° 47′ 04″ E / 41.423955°N,1.784491°E | IPA-2853      | Cal Mota (Sant Sadurní d'Anoia) · Vegeu més fotos d'aquest monument · Carregueu una nova foto d'aquest monument                                |
| Cal Calixtus                                                        | BCIL 2011    | Eclecticisme Narcís Aran Vidal XIX (1885)         | Sant Sadurní d'Anoia C. Diputació, 26                                | 41° 25′ 23″ N, 1° 47′ 22″ E / 41.423125°N,1.789320°E | IPA-2854      | Cal Calixtus (Sant Sadurní d'Anoia) · Vegeu més fotos d'aquest monument · Carregueu una nova foto d'aquest monument                            |
| Casa Josep Mestres                                                  | BCIL 2011    | Historicisme Josep Déu Busquets XIX (1883)        | Sant Sadurní d'Anoia Pl. Ajuntament, 8                               | 41° 25′ 27″ N, 1° 47′ 11″ E / 41.42427°N,1.786515°E  | IPA-2855      | Casa Josep Mestres (Sant Sadurní d'Anoia) · Vegeu més fotos d'aquest monument · Carregueu una nova foto d'aquest monument                      |
| Casa Formosa Ragué                                                  | BCIL 2011    | Eclecticisme Ramon M. Riudor XIX (1892)           | Sant Sadurní d'Anoia C. Diputació, 1                                 | 41° 25′ 26″ N, 1° 47′ 18″ E / 41.423978°N,1.788383°E | IPA-2856      | Casa Formosa Ragué (Sant Sadurní d'Anoia) · Vegeu més fotos d'aquest monument · Carregueu una nova foto d'aquest monument                      |
| Casa Maria Sàbat o Rigol                                            | BCIL 2011    | Modernisme Miquel Madurell i Rius XX (1904)       | Sant Sadurní d'Anoia C. del Raval, 16                                | 41° 25′ 27″ N, 1° 47′ 04″ E / 41.424056°N,1.784513°E | IPA-2857      | Casa Maria Sàbat (Sant Sadurní d'Anoia) · Vegeu més fotos d'aquest monument · Carregueu una nova foto d'aquest monument                        |
| Can Ferrer del Mas                                                  | BCIL 2011    | Historicisme XIX                                  | Sant Sadurní d'Anoia Ctra. Monistrol d'Anoia                         | 41° 26′ 05″ N, 1° 46′ 59″ E / 41.434705°N,1.783159°E | IPA-2858      | Can Ferrer del Mas (Sant Sadurní d'Anoia) · Vegeu més fotos d'aquest monument · Carregueu una nova foto d'aquest monument                      |
| Plaça de l'Ajuntament                                               |              | Eclecticisme, modernisme XIX                      | Sant Sadurní d'Anoia Pl. de l'Ajuntament                             | 41° 25′ 27″ N, 1° 47′ 11″ E / 41.424115°N,1.786512°E | IPA-2860      | Plaça de l'Ajuntament (Sant Sadurní d'Anoia) · Vegeu més fotos d'aquest monument · Carregueu una nova foto d'aquest monument                   |
| Cal Solà                                                            |              | Modernisme XX                                     | Sant Sadurní d'Anoia C. Sant Antoni, 17                              | 41° 25′ 26″ N, 1° 47′ 13″ E / 41.423800°N,1.786949°E | IPA-2861      | Cal Solà (Sant Sadurní d'Anoia) · Vegeu més fotos d'aquest monument · Carregueu una nova foto d'aquest monument                                |
| Casa Massana, Casa Llopart                                          | BCIL 2011    | Eclecticisme Venceslau Güell XIX (1884)           | Sant Sadurní d'Anoia C. Sant Antoni, 23-25                           | 41° 25′ 26″ N, 1° 47′ 12″ E / 41.423796°N,1.786797°E | IPA-2862      | Casa Massana (Sant Sadurní d'Anoia) · Vegeu més fotos d'aquest monument · Carregueu una nova foto d'aquest monument                            |
| Casa Nadal, Casa Maria Sàbat                                        |              | Noucentisme XX (1926)                             | Sant Sadurní d'Anoia C. Sant Antoni, 77                              | 41° 25′ 25″ N, 1° 47′ 06″ E / 41.423613°N,1.784978°E | IPA-2863      | Casa Nadal (Sant Sadurní d'Anoia) · Vegeu més fotos d'aquest monument · Carregueu una nova foto d'aquest monument                              |
| Habitatge al carrer Sant Antoni, 119, tipologia de casa de comparet |              | Obra popular                                      | Sant Sadurní d'Anoia C. Sant Antoni, 119                             | 41° 25′ 25″ N, 1° 47′ 01″ E / 41.423523°N,1.783711°E | IPA-2864      | Habitatge al carrer Sant Antoni, 119 (Sant Sadurní d'Anoia) · Vegeu més fotos d'aquest monument · Carregueu una nova foto d'aquest monument    |
| Casa Raül Mir                                                       |              | Eclecticisme XIX                                  | Sant Sadurní d'Anoia C. del Raval, 10                                | 41° 25′ 27″ N, 1° 47′ 05″ E / 41.424127°N,1.784633°E | IPA-2865      | Casa Raül Mir (Sant Sadurní d'Anoia) · Vegeu més fotos d'aquest monument · Carregueu una nova foto d'aquest monument                           |
| Casa Lluís Mestres                                                  | BCIL 2011    | Modernisme Santiago Güell XX (1912)               | Sant Sadurní d'Anoia C. del Raval, 25                                | 41° 25′ 26″ N, 1° 47′ 04″ E / 41.423966°N,1.784335°E | IPA-2866      | Casa Lluís Mestres (Sant Sadurní d'Anoia) · Vegeu més fotos d'aquest monument · Carregueu una nova foto d'aquest monument                      |
| Casa Botet                                                          |              | Eclecticisme XIX                                  | Sant Sadurní d'Anoia C. del Raval, 40                                | 41° 25′ 27″ N, 1° 47′ 01″ E / 41.424185°N,1.783681°E | IPA-2867      | Casa Botet (Sant Sadurní d'Anoia) · Vegeu més fotos d'aquest monument · Carregueu una nova foto d'aquest monument                              |
| Casa Salvador Mota, Cal Seni del Mota                               |              | Eclecticisme XIX                                  | Sant Sadurní d'Anoia C. del Raval, 46                                | 41° 25′ 27″ N, 1° 47′ 00″ E / 41.424221°N,1.783303°E | IPA-2869      | Casa Salvador Mota (Sant Sadurní d'Anoia) · Vegeu més fotos d'aquest monument · Carregueu una nova foto d'aquest monument                      |
| Carrer de la Diputació                                              |              | Eclecticisme, modernisme XIX                      | Sant Sadurní d'Anoia C. de la Diputació                              | 41° 25′ 24″ N, 1° 47′ 21″ E / 41.423235°N,1.789281°E | IPA-2870      | Carrer de la Diputació (Sant Sadurní d'Anoia) · Vegeu més fotos d'aquest monument · Carregueu una nova foto d'aquest monument                  |
| Cases de Cal Rafael Paleta                                          |              | Eclecticisme XIX                                  | Sant Sadurní d'Anoia C. de la Diputació, 11 i 13 (enderrocada)       | 41° 25′ 25″ N, 1° 47′ 20″ E / 41.423601°N,1.788933°E | IPA-2871      | Cases de Cal Rafael Paleta (Sant Sadurní d'Anoia) · Vegeu més fotos d'aquest monument · Carregueu una nova foto d'aquest monument              |
| Casa Esclasans, Cal Notari                                          |              | Eclecticisme XIX                                  | Sant Sadurní d'Anoia C. de la Diputació, 14                          | 41° 25′ 24″ N, 1° 47′ 20″ E / 41.423433°N,1.788805°E | IPA-2872      | Casa Esclasans (Sant Sadurní d'Anoia) · Vegeu més fotos d'aquest monument · Carregueu una nova foto d'aquest monument                          |
| Casa Gabarró, Cal Turó                                              |              | Eclecticisme XIX                                  | Sant Sadurní d'Anoia C. de la Diputació, 25                          | 41° 25′ 24″ N, 1° 47′ 21″ E / 41.423463°N,1.789104°E | IPA-2873      | Casa Gabarró (Sant Sadurní d'Anoia) · Vegeu més fotos d'aquest monument · Carregueu una nova foto d'aquest monument                            |
| Casa Salvador Gibert                                                |              | Noucentisme XX (1926)                             | Sant Sadurní d'Anoia C. de la Diputació, 32                          | 41° 25′ 23″ N, 1° 47′ 22″ E / 41.422971°N,1.789478°E | IPA-2874      | Casa Salvador Gibert (Sant Sadurní d'Anoia) · Vegeu més fotos d'aquest monument · Carregueu una nova foto d'aquest monument                    |
| Casa Gibert                                                         |              | Noucentisme XX (1919)                             | Sant Sadurní d'Anoia C. de la Diputació, 34                          | 41° 25′ 22″ N, 1° 47′ 22″ E / 41.422914°N,1.789557°E | IPA-2875      | Casa Gibert (Sant Sadurní d'Anoia) · Vegeu més fotos d'aquest monument · Carregueu una nova foto d'aquest monument                             |
| Casa Mas                                                            |              | Noucentisme XX Inici                              | Sant Sadurní d'Anoia C. de la Diputació, 36                          | 41° 25′ 22″ N, 1° 47′ 23″ E / 41.422805°N,1.789693°E | IPA-2876      | Casa Mas (Sant Sadurní d'Anoia) · Vegeu més fotos d'aquest monument · Carregueu una nova foto d'aquest monument                                |
| Plaça Nova                                                          |              | XIX-XX                                            | Sant Sadurní d'Anoia Pl. Primer Homenatge a la Vellesa               | 41° 25′ 31″ N, 1° 47′ 07″ E / 41.425182°N,1.785341°E | IPA-2877      | Plaça Nova (Sant Sadurní d'Anoia) · Vegeu més fotos d'aquest monument · Carregueu una nova foto d'aquest monument                              |
| L'Hospital, Fundació Ferrer i Salles                                | BCIL 2011    | Modernisme XX (1932)                              | Sant Sadurní d'Anoia Pl. de Manuel Raventós                          | 41° 25′ 23″ N, 1° 47′ 26″ E / 41.423192°N,1.790665°E | IPA-2878      | Hospital Fundació Ferrer i Salles (Sant Sadurní d'Anoia) · Vegeu més fotos d'aquest monument · Carregueu una nova foto d'aquest monument       |
| Casa Casanovas (Sant Sadurní d'Anoia), Cal Milà                     |              | Neoclassicisme Felicià Sallent i Pujador XIX      | Sant Sadurní d'Anoia Pl. Primer Homenatge a la Vellesa, 1            | 41° 25′ 31″ N, 1° 47′ 06″ E / 41.425395°N,1.785091°E | IPA-2879      | Casa Casanovas (Sant Sadurní d'Anoia) · Vegeu més fotos d'aquest monument · Carregueu una nova foto d'aquest monument                          |
| Can Bosch, Casa Montardit                                           |              | Eclecticisme XIX                                  | Sant Sadurní d'Anoia C. Montserrat, 14                               | 41° 25′ 28″ N, 1° 47′ 07″ E / 41.424507°N,1.785206°E | IPA-2881      | Can Bosch (Sant Sadurní d'Anoia) · Vegeu més fotos d'aquest monument · Carregueu una nova foto d'aquest monument                               |
| Casa Rovira, Cal Carbó                                              |              | Eclecticisme XIX                                  | Sant Sadurní d'Anoia C. Montserrat, 37                               | 41° 25′ 30″ N, 1° 47′ 06″ E / 41.425054°N,1.784927°E | IPA-2882      | Casa Rovira (Sant Sadurní d'Anoia) · Vegeu més fotos d'aquest monument · Carregueu una nova foto d'aquest monument                             |
| Casa Miró                                                           | BCIL 2011    | Noucentisme XX Mitjan                             | Sant Sadurní d'Anoia Pl. de Manuel Raventós, 10                      | 41° 25′ 22″ N, 1° 47′ 25″ E / 41.422822°N,1.790240°E | IPA-2883      | Casa Miró (Sant Sadurní d'Anoia) · Vegeu més fotos d'aquest monument · Carregueu una nova foto d'aquest monument                               |
| Can Guineu                                                          | BCIL 2011    | Eclecticisme XIX Mitjan                           | Sant Sadurní d'Anoia C. de l'Hospital, 22                            | 41° 25′ 28″ N, 1° 47′ 16″ E / 41.424382°N,1.787698°E | IPA-2884      | Can Guineu (Sant Sadurní d'Anoia) · Vegeu més fotos d'aquest monument · Carregueu una nova foto d'aquest monument                              |
| Fassina de Can Guineu                                               | BCIL 2011    | Obra popular XIX Inici                            | Sant Sadurní d'Anoia C. de l'Hospital, 23                            | 41° 25′ 28″ N, 1° 47′ 16″ E / 41.424558°N,1.787661°E | IPA-2885      | Fassina de Can Guineu (Sant Sadurní d'Anoia) · Vegeu més fotos d'aquest monument · Carregueu una nova foto d'aquest monument                   |
| Cal Pere de la Munda, tipologia de casa de comparet                 |              | Obra popular                                      | Sant Sadurní d'Anoia C. Vilafranca, 63                               | 41° 25′ 23″ N, 1° 46′ 54″ E / 41.423185°N,1.781593°E | IPA-2886      | Cal Pere de la Munda (Sant Sadurní d'Anoia) · Vegeu més fotos d'aquest monument · Carregueu una nova foto d'aquest monument                    |
| Capella de Sant Benet d'Espiells                                    | BCIL 2011    | Romànic, gòtic X, XI-XII, XVI-XVII                | Sant Sadurní d'Anoia Ctra. Espiells BV-2247                          | 41° 26′ 21″ N, 1° 48′ 42″ E / 41.439229°N,1.811705°E | IPA-2889      | Capella de Sant Benet d'Espiells (Sant Sadurní d'Anoia) · Vegeu més fotos d'aquest monument · Carregueu una nova foto d'aquest monument        |
| Casa Moliner                                                        |              | Noucentisme XX                                    | Sant Sadurní d'Anoia C. Pi i Margall, 6                              | 41° 25′ 29″ N, 1° 47′ 00″ E / 41.424605°N,1.783362°E | IPA-2890      | Casa Moliner (Sant Sadurní d'Anoia) · Vegeu més fotos d'aquest monument · Carregueu una nova foto d'aquest monument                            |
| Cal Barber                                                          |              | Modernisme XX Inici                               | Sant Sadurní d'Anoia Can Catassús, 7                                 | 41° 26′ 37″ N, 1° 47′ 50″ E / 41.443473°N,1.797356°E | IPA-2891      | Cal Barber (Sant Sadurní d'Anoia) · Vegeu més fotos d'aquest monument · Carregueu una nova foto d'aquest monument                              |
| Ca la Remei, Cal Joan del Badó                                      |              | Noucentisme XX                                    | Sant Sadurní d'Anoia Can Catassús, 21                                | 41° 26′ 34″ N, 1° 47′ 49″ E / 41.442741°N,1.797070°E | IPA-2892      | Ca la Remei (Sant Sadurní d'Anoia) · Vegeu més fotos d'aquest monument · Carregueu una nova foto d'aquest monument                             |
| Cementiri de Sant Sadurní d'Anoia                                   |              | Historicisme, noucentisme XIX                     | Sant Sadurní d'Anoia Ctra. Can Codorniu                              | 41° 25′ 42″ N, 1° 47′ 35″ E / 41.428306°N,1.793130°E | IPA-2893      | Cementiri de Sant Sadurní d'Anoia · Vegeu més fotos d'aquest monument · Carregueu una nova foto d'aquest monument                              |
| Església parroquial de Sant Sadurní                                 | BCIL 2011    | Gòtic, barroc XVI-XVIII, XIX-XX                   | Sant Sadurní d'Anoia Pl. Mn. Salvans, 1                              | 41° 25′ 29″ N, 1° 47′ 23″ E / 41.424639°N,1.789719°E | IPA-2894      | Església parroquial de Sant Sadurní (Sant Sadurní d'Anoia) · Vegeu més fotos d'aquest monument · Carregueu una nova foto d'aquest monument     |
| Cal Lisu, tipologia casa de comparet                                |              | Obra popular XIX                                  | Sant Sadurní d'Anoia C. Vilafranca, 35                               | 41° 25′ 25″ N, 1° 46′ 55″ E / 41.423524°N,1.782071°E | IPA-2896      | Cal Lisu (Sant Sadurní d'Anoia) · Vegeu més fotos d'aquest monument · Carregueu una nova foto d'aquest monument                                |
| Conjunt de nou cases entre mitgeres                                 |              | Obra popular XIX                                  | Sant Sadurní d'Anoia Caves Marquès de Monistrol                      | 41° 26′ 51″ N, 1° 47′ 07″ E / 41.447410°N,1.785402°E | IPA-2898      | Conjunt de nou cases entre mitgeres (Sant Sadurní d'Anoia) · Vegeu més fotos d'aquest monument · Carregueu una nova foto d'aquest monument     |
| Cases bessones al carrer de l'Hospital                              |              | Obra popular Miquel Madurell i Rius XX (1911)     | Sant Sadurní d'Anoia C. de l'Hospital, 25 - c. de l'Església, 1      | 41° 25′ 28″ N, 1° 47′ 17″ E / 41.424494°N,1.787961°E | IPA-2899      | Cases bessones al carrer de l'Hospital (Sant Sadurní d'Anoia) · Vegeu més fotos d'aquest monument · Carregueu una nova foto d'aquest monument  |
| Creu Trencada                                                       |              | Obra popular XX                                   | Sant Sadurní d'Anoia Ctra. de Sant Sadurní a Gelida                  | 41° 25′ 33″ N, 1° 48′ 01″ E / 41.42594°N,1.80021°E   | IPA-30633     | Creu Trencada (Sant Sadurní d'Anoia) · Modifica el valor a Wikidata · Carregueu una nova foto d'aquest monument                                |
| Casa dels Avis                                                      |              | XX                                                | Sant Sadurní d'Anoia C. Torres i Bages, 16-18                        | 41° 25′ 25″ N, 1° 47′ 27″ E / 41.42366°N,1.79078°E   | IPA-33089     | Casa dels Avis (Sant Sadurní d'Anoia) · Vegeu més fotos d'aquest monument · Carregueu una nova foto d'aquest monument                          |
| Centre                                                              |              |                                                   | Sant Sadurní d'Anoia C. Indústria, 54                                | 41° 25′ 24″ N, 1° 47′ 16″ E / 41.42344°N,1.78766°E   | IPA-33090     | El Centre (Sant Sadurní d'Anoia) · Vegeu més fotos d'aquest monument · Carregueu una nova foto d'aquest monument                               |
| Edifici Caixa de Pensions, actual Edifici Octàgon                   | BCIL 2011    | Agustí Domingo XX (1931)                          | Sant Sadurní d'Anoia C. Hospital, 26 - c. Francesc Moragas, 1        | 41° 25′ 27″ N, 1° 47′ 17″ E / 41.42405°N,1.78811°E   | IPA-33097     | Edifici Caixa de Pensions (Sant Sadurní d'Anoia) · Vegeu més fotos d'aquest monument · Carregueu una nova foto d'aquest monument               |
| Església de Santa Maria de Monistrol                                |              |                                                   | Sant Sadurní d'Anoia Pl. de Monistrol d'Anoia                        | 41° 26′ 52″ N, 1° 47′ 09″ E / 41.447751°N,1.785707°E | IPA-33099     | Església de Santa Maria de Monistrol (Sant Sadurní d'Anoia) · Vegeu més fotos d'aquest monument · Carregueu una nova foto d'aquest monument    |
| Cementiri de Monistrol                                              |              |                                                   | Sant Sadurní d'Anoia Monistrol                                       | 41° 27′ 04″ N, 1° 47′ 02″ E / 41.45098°N,1.78381°E   | IPA-33100     | Cementiri de Monistrol (Sant Sadurní d'Anoia) · Vegeu més fotos d'aquest monument · Carregueu una nova foto d'aquest monument                  |
| Cal Gual                                                            | BCIL 2011    | XIX                                               | Sant Sadurní d'Anoia C. Diputació, 4                                 | 41° 25′ 25″ N, 1° 47′ 18″ E / 41.423579°N,1.788431°E | IPA-33105     | Cal Gual (Sant Sadurní d'Anoia) · Vegeu més fotos d'aquest monument · Carregueu una nova foto d'aquest monument                                |
| Índex                                                               | BCIL 2011    | XX                                                | Sant Sadurní d'Anoia C. Torres i Bages - c. Pompeu Fabra, 34         | 41° 25′ 26″ N, 1° 47′ 26″ E / 41.423866°N,1.790524°E | IPA-33106     | Índex (Sant Sadurní d'Anoia) · Vegeu més fotos d'aquest monument · Carregueu una nova foto d'aquest monument                                   |
| Cal Canalets                                                        |              |                                                   | Sant Sadurní d'Anoia Ctra. BV-2244, km 1                             |                                                      | IPA-33109     | Carregueu una nova foto d'aquest monument |
| Cal Catassús                                                        |              |                                                   | Sant Sadurní d'Anoia Camí de Can Catassús, 39                        |                                                      | IPA-33110     | Carregueu una nova foto d'aquest monument |
| Celler d'Espiells                                                   | BCIL 2011    | XX                                                | Sant Sadurní d'Anoia Espiells                                        | 41° 26′ 37″ N, 1° 48′ 48″ E / 41.443745°N,1.813305°E | IPA-33112     | Celler d'Espiells (Sant Sadurní d'Anoia) · Vegeu més fotos d'aquest monument · Carregueu una nova foto d'aquest monument                       |
| Molí del Guineu                                                     |              | Obra popular                                      | Sant Sadurní d'Anoia P.I Molí del Racó                               |                                                      | IPA-33113     | Carregueu una nova foto d'aquest monument |
| Cal Mas de la Riera                                                 |              | Obra popular                                      | Sant Sadurní d'Anoia Trencall entre c. Diputació i c. Maresme        |                                                      | IPA-33118     | Carregueu una nova foto d'aquest monument |
| Molí de l'Aixertell, el Molinet del Romeu                           |              | Obra popular                                      | Sant Sadurní d'Anoia Trencall entre c. Diputació i c. Maresme        |                                                      | IPA-33119     | Carregueu una nova foto d'aquest monument |
| Masia Cal Mota                                                      |              |                                                   | Sant Sadurní d'Anoia                                                 |                                                      | IPA-33120     | Carregueu una nova foto d'aquest monument |
| Torre de la Pubilla                                                 |              | Obra popular                                      | Sant Sadurní d'Anoia                                                 | 41° 24′ 42″ N, 1° 47′ 23″ E / 41.411565°N,1.789751°E | IPA-33123     | Torre de la Pubilla (Sant Sadurní d'Anoia) · Vegeu més fotos d'aquest monument · Carregueu una nova foto d'aquest monument                     |
| Masia Cal Xurriu                                                    |              | Obra popular                                      | Sant Sadurní d'Anoia                                                 |                                                      | IPA-33124     | Carregueu una nova foto d'aquest monument |
| Can Llopart de les Alzines                                          |              |                                                   | Sant Sadurní d'Anoia Camí de Can Prats, l'Alzinar                    |                                                      | IPA-33126     | Carregueu una nova foto d'aquest monument |
| Cal Mir                                                             | BCIL 2011    | XVI                                               | Sant Sadurní d'Anoia Camí de Can Mota - Casetes de Can Mir           | 41° 25′ 28″ N, 1° 46′ 26″ E / 41.424498°N,1.773965°E | IPA-33127     | Cal Mir (Sant Sadurní d'Anoia) · Vegeu més fotos d'aquest monument · Carregueu una nova foto d'aquest monument                                 |
| El Molinet, el Molí de Can Codorniu                                 |              | Obra popular                                      | Sant Sadurní d'Anoia Ctra. BV-224, abans del km 2                    |                                                      | IPA-33128     | Carregueu una nova foto d'aquest monument |
| Can Prunamala                                                       |              | Obra popular                                      | Sant Sadurní d'Anoia A tocar del torrent Prunamala                   |                                                      | IPA-33130     | Carregueu una nova foto d'aquest monument |
| Can Romeu dels Borrulls                                             |              | Obra popular                                      | Sant Sadurní d'Anoia Ctra. BV-2242, km 13                            |                                                      | IPA-33131     | Carregueu una nova foto d'aquest monument |
| Caves Castellblanch                                                 |              | Darreres tendències XX Inici                      | Sant Sadurní d'Anoia Camí de les Casetes, 2                          | 41° 25′ 23″ N, 1° 46′ 50″ E / 41.42315°N,1.78045°E   | IPA-38298     | Caves Castellblanch (Sant Sadurní d'Anoia) · Vegeu més fotos d'aquest monument · Carregueu una nova foto d'aquest monument                     |
| Caves Montesquiu                                                    |              | Obra popular XX Inici                             | Sant Sadurní d'Anoia Rbla. Generalitat, 1-3                          | 41° 25′ 26″ N, 1° 46′ 51″ E / 41.42398°N,1.78089°E   | IPA-38299     | Caves Montesquiu (Sant Sadurní d'Anoia) · Vegeu més fotos d'aquest monument · Carregueu una nova foto d'aquest monument                        |
| Pou de gel de Can Romeu dels Borrulls                               |              | Obra popular                                      | Sant Sadurní d'Anoia Camps del Romeu a l'esquerra del riu de Bitlles | 41° 26′ 28″ N, 1° 46′ 29″ E / 41.441053°N,1.774653°E | IPA-40618     | Carregueu una nova foto d'aquest monument |
| Pont del Torrent de Can Batller Vell                                |              | Obra popular                                      | Sant Sadurní d'Anoia                                                 |                                                      | IPA-46407     | Carregueu una nova foto d'aquest monument |
| Can Xurriu                                                          |              | XIX                                               | Sant Sadurní d'Anoia C. de l'Església, 3                             | 41° 25′ 28″ N, 1° 47′ 17″ E / 41.42452°N,1.78806°E   | IPA-48982     | Carregueu una nova foto d'aquest monument |